# 小行星8400
小行星8400（英語：8400 Tomizo）是一颗围绕太阳公转的小行星。1994年1月4日，小林隆男在大泉町发现了此天体。
这颗小行星的绝对星等为254.4315599985909等。